# Pezzi (famiglia)
I Pezzi sono una famiglia originaria della Valsolda. Il nome è ricompreso nel novero delle famiglie di Magistri comacini.
Alcuni componenti della famiglia passarono a Venezia alla fine del Seicento, ove esercitarono con notevole successo l'attività mercantile.
Da questa famiglia discesero alcuni medici piuttosto noti nella Serenissima del XVIII secolo. Particolarmente celebrato fu il dottor Pietro Pezzi, autore di numerose pubblicazioni scientifiche.

## Membri
- Carlo Antonio Pezzi, fratello di Pietro, fu letterato di simpatie bonapartiste.
- Alberto Pezzi[1] fu uno dei pionieri della moderna industria tessile veneziana, insieme al patrizio veneto Nicolò Tron, del quale fu socio nel lanificio di Schio. Avviò uno stabilimento per la produzione laniera a Pieve di Soligo intorno alla metà del Settecento e un fortunato negozio di panni di seta, «All'insegna del lievro», a Venezia, in Piazzetta dei Leoni, dietro Piazza San Marco.
- Domenico Pezzi, ultimo figlio di Alberto, fu padre del giornalista Francesco Pezzi[2] e nonno di Gian Jacopo Pezzi e Giulietta Pezzi, a loro volta giornalisti e letterati, nonché di Caterina Pezzi, moglie del patriota veneziano barone Giovanni Francesco Avesani, negoziatore della resa degli austriaci nel 1848.

## Altri rami
Un ramo della stessa famiglia fu nobilitato e risiedette a Mel, in provincia di Belluno, dove Gian Battista Pezzi (Venezia, 1779 - Biadene, 1855), figlio di Antonio Pezzi (Venezia, 1758 - ...) con la moglie Giacomina Brun, vi si trasferì nel 1804 per svolgere l'incarico di direttore delle locali carceri. Negli anni '30 dello stesso secolo passò a dirigere le carceri di Biadene di Montebelluna, dove morì di colera una ventina di anni dopo. I discendenti di Gian Battista si imparentarono con le famiglie Dall'Asén, Luzzatto, Dolce e Da Canal.
Un altro importante ramo prosperò tra Venezia e San Polo di Piave.